# Campeonato Sul-Americano de Rugby de 2017 - Divisão C
O Campeonato Sul-Americano de Rugby de 2017 - Divisão C foi a sexta edição deste torneio, organizado pela Sudamérica Rugby (SAR). A Costa Rica sediou o evento, com as partidas tendo sido realizadas na cidade de Tres Ríos.
O selecionado costarriquenho conquistou este campeonato (seu segundo título nesta categoria) e, de igual maneira, uma das duas vagas diretas ao Sul-Americano B do próximo ano.

## Participantes e regulamento
Este Sul-Americano C contou com quatro equipes participantes. Além dos anfitriões, estiveram presentes as equipes de Guatemala, Nicarágua (no lugar de El Salvador) e Panamá. Todos se enfrentaram em turno único e conquistou o título quem somasse mais pontos ao final das três rodadas.

### Curiosidade
Estava prevista a realização de uma repescagem, entre o último colocado da Divisão B e o campeão da Divisão C do ano anterior, visando a quarta vaga para o presente campeonato. As ausências das seleções do Equador (na B 2017) e de El Salvador (na C 2017) acabou alterando os planos.

### Mudanças na fórmula de disputa
Este torneio, originalmente, outorgaria uma vaga para a repescagem ao Sul-Americano B de 2018. Contudo, em setembro de 2017, a SAR promoveu mudanças significativas nas três divisões de seu torneio continental. Com isso, o campeões do Sul-Americano C de 2016 e 2017 garantiram acesso direto à Divisão B de 2018.
O Sul-Americano C, a partir do próximo ano, receberá o nome de Torneio Quatro Nações C. Serão seus participantes os terceiro e quarto colocados do presente campeonato, acrescido das representações de El Salvador e de Honduras.

## Partidas da Divisão C de 2017
Seguem-se, abaixo, as partidas disputadas pelo Campeonato Sul-Americano C de 2017 (SMC 2017).

### 1ª rodada
| 27 de agosto de 2017 |         |        |                                               |
| Costa Rica           | 98 - 5  | Panamá | Estádio Liceo Franco Costarricense, Tres Ríos |
|                      | Reporte |        | Estádio Liceo Franco Costarricense, Tres Ríos |

| 27 de agosto de 2017 |         |           |                                               |
| Nicarágua            | 19 - 57 | Guatemala | Estádio Liceo Franco Costarricense, Tres Ríos |
|                      | Reporte |           | Estádio Liceo Franco Costarricense, Tres Ríos |

### 2ª rodada
| 30 de agosto de 2017 |         |           |                                               |
| Costa Rica           | 58 - 7  | Nicarágua | Estádio Liceo Franco Costarricense, Tres Ríos |
|                      | Reporte |           | Estádio Liceo Franco Costarricense, Tres Ríos |

| 30 de agosto de 2017 |         |           |                                               |
| Panamá               | 5 - 65  | Guatemala | Estádio Liceo Franco Costarricense, Tres Ríos |
|                      | Reporte |           | Estádio Liceo Franco Costarricense, Tres Ríos |

### 3ª rodada
| 2 de setembro de 2017 |         |           |                                               |
| Panamá                | 36 - 46 | Nicarágua | Estádio Liceo Franco Costarricense, Tres Ríos |
|                       | Reporte |           | Estádio Liceo Franco Costarricense, Tres Ríos |

| 2 de setembro de 2017 |         |           |                                               |
| Costa Rica            | 8 - 8   | Guatemala | Estádio Liceo Franco Costarricense, Tres Ríos |
|                       | Reporte |           | Estádio Liceo Franco Costarricense, Tres Ríos |

### Classificação Final
| Seleção    | Vitórias | Empates | Derrotas | Pontos a favor | Pontos contra | Saldo | Pontos totais |
| ---------- | -------- | ------- | -------- | -------------- | ------------- | ----- | ------------- |
| Costa Rica | 2        | 1       | 0        | 161            | 20            | +141  | 7             |
| Guatemala  | 2        | 1       | 0        | 130            | 32            | +98   | 7             |
| Nicarágua  | 1        | 0       | 2        | 72             | 151           | -79   | 3             |
| Panamá     | 0        | 0       | 3        | 46             | 206           | -160  | 0             |

- Critérios de pontuação: vitória = 3, empate = 1, derrota = 0.
- Costa Rica e Guatemala garantiram acesso direto ao Sul-Americano B de 2018.[6]

## Campeão da Divisão C 2017
| Campeonato Sul-Americano de Rugby 2017 Divisão C |
| ------------------------------------------------ |
| Costa Rica Campeão (2º título)                   |